# Snäckan (hus)
Snäckan (finska: Kotilo) är ett bostadshus i Köklax i Esbo kommun i Finland.
Snäckan ritades av Olavi Koponen på r2k architectes och byggdes 2004-06 i samband med 2006 års bostadsmässa i Esbo som bostadshus till den egna familjen. 
Huset är byggt rund en betongskorsten, med en uppåtvriden spriral moturs. Olavi Koponen säger att han blivit inspirerad att rita huset av en diskussion med filmregissören Aki Kaurismäki. Det är byggt i trä och är klätt med stickspån, av tunna traditionella finländska aspspån invändigt och av tjocka sibiriska lärkspån från Krasnojarsk utvändigt.
I den snäckformade, två våningar höga huvudbyggnaden finns i markplanet två rum, kök och wc, och en trappa upp ett stort rum med två avdelningar, samt wc. Det spriralformade partiet mellan våningarna har en vanlig trappa närmast skorstenen/kärnan och en delvis möblerbar trappa med avsatser mot den likaledes svängda ytterväggen. I en envånings rektangulär sidobyggnad finns sauna, badrum, biutrymmen och en carport. Boytan är 231 kvadratmeter. Huset har grästak och få fönster.
Olavi Kopinen fick det Finländska träpriset för Snäckan 2007.